# 南海都市創造
南海都市創造株式会社（なんかいとしそうぞう）は、かつて存在した南海グループの企業。南海電気鉄道の完全子会社で、大阪市中央区に本社を置き、難波地域を中心に南海グループの商業施設の運営管理や不動産の管理などを行っていた。

## 概要
2004年5月10日に会社設立、なんばパークス、スイスホテル南海大阪（ラッフルズ・インターナショナル系ホテル）、ホテル南海なんば、なんばCITYなどの物件を管理する会社を吸収分割する方式で新会社を設立。翌2005年4月1日に営業開始した。
会社設立時の社長は南海電鉄社長でもあった山中諄が兼任。その後に亀井康年（かめい やすとし、南海電気鉄道執行役員）が社長に就任した。
2010年10月1日をもって、南海電気鉄道に吸収合併されて解散した。

## 主な管理運営物件
ショッピングセンター
- CITY（※1）
  - なんばCITY - 大阪市中央区難波5丁目
  - しんかなCITY - 堺市北区新金岡町5丁目（2012年3月31日閉店）
  - いずみおおつCITY - 泉大津市旭町

とくしまCITYは、南海都市創造への事業分割の直前の2004年9月30日に、運営会社の株式が現地企業の株式会社濱口商店に譲渡され、南海グループを離脱したため、南海都市創造が運営していた時期はない。
- なんばパークス - 大阪市浪速区難波中2丁目
- なんばpier - 大阪市浪速区難波中2丁目
- プラットプラット - 堺市堺区戎島町3丁目
- ノバティながのNANKAI - 河内長野市本町（2009年撤退）

コンビニエンスストア
- アンスリー（京阪グループと共同）

ビル賃貸
- 南海ビル
- 南海会館ビル
- スイスホテル南海大阪
- ホテル南海なんば
- パークスタワー
- ウインズ難波